# 李奎元
李奎元（？—1925年）直隶武清人。清末民初军事将领。

## 生平
清朝末年，李奎元于光绪三十三年（1907年）任陆军第一镇步队第一协统领。宣统三年三月丁未，清廷“赏陆军各镇、协统制、统领等官何宗莲、李奎元等陆军副都统衔、协都统有差。”
中华民国时期，李奎元历任甘肃河州镇总兵（1912年4月20日任，同年卸任）、拱卫军统领、中央陆军第十一师第二十一旅旅长、中央陆军第十一师师长、湖南军务帮办等职务。1920年，所部遭到湘桂联军缴械后，李奎元去职。1925年，李奎元任上海稽查处处长，因为发生内讧而翻墙逃跑时摔死。